# يوين باو وو
يوين باو وو هو اقتصادي كندي، ولد في 2 مارس 1963 في ماليزيا.